# Dorfkirche Schönow (Bernau)

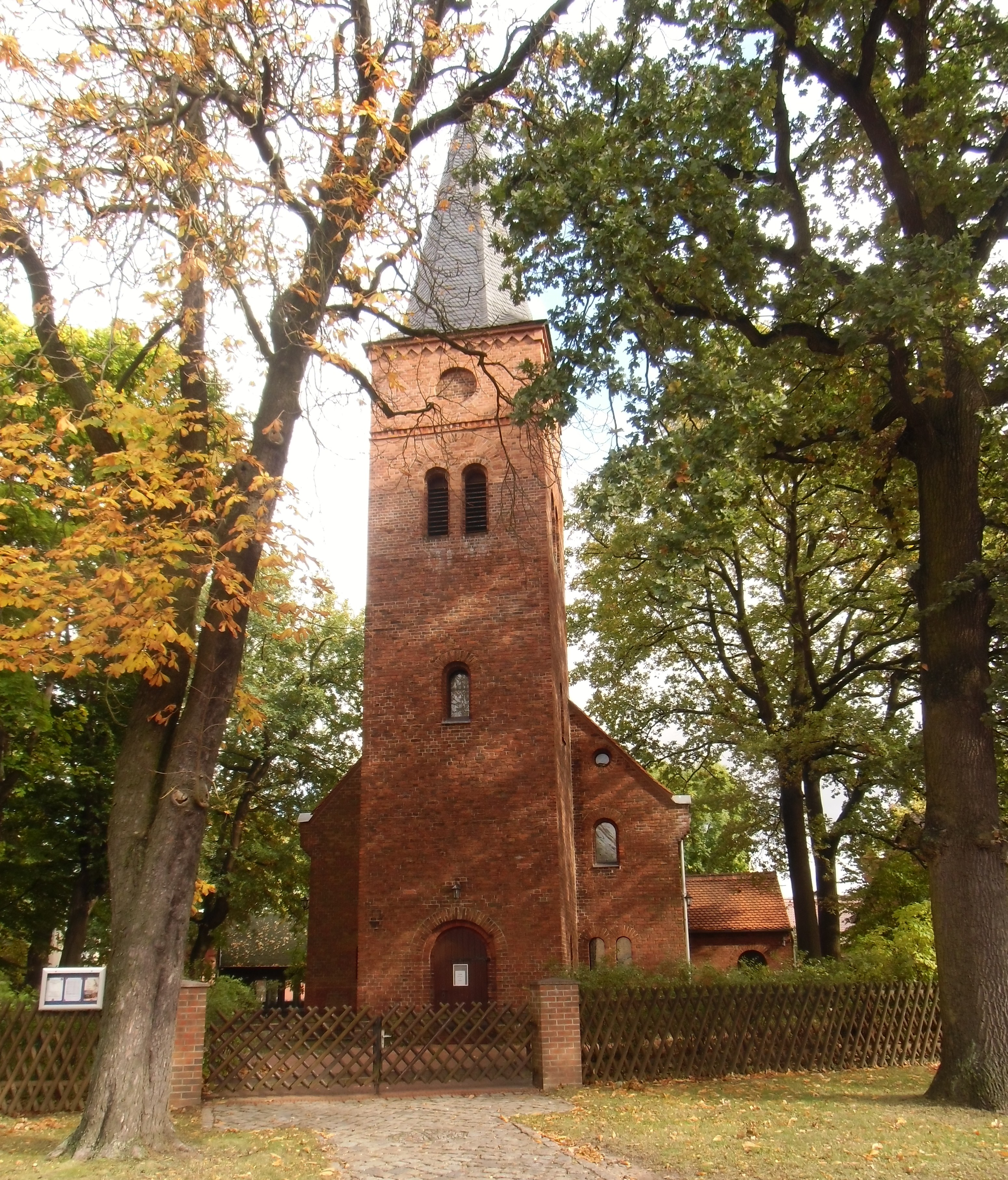
Dorfkirche Schönow (Bernau)

Die evangelische, denkmalgeschützte Dorfkirche Schönow (Bernau) steht in Schönow, einem Ortsteil der großen kreisangehörigen Stadt Bernau bei Berlin im Landkreis Barnim in Brandenburg. Die Kirche gehört zum Kirchenkreis Barnim der Evangelischen Kirche Berlin-Brandenburg-schlesische Oberlausitz.

## Beschreibung
Das rechteckige Langhaus der Feldsteinkirche wurde in der zweiten Hälfte des 13. Jahrhunderts erbaut und nach einem Brand 1860 umgebaut. Dabei erhielt das Langhaus Bogenfenster mit gestuften Gewänden aus Backsteinen. Dem Langhaus wurde ein neuromanischer, quadratischer Kirchturm im Westen aus Backsteinen angefügt, der mit einem achtseitigen, schiefergedeckten Knickhelm bedeckt ist. Sein oberstes Geschoss beherbergt die Turmuhr, das darunter hinter den als Biforien gestalteten Klangarkaden den Glockenstuhl.
Der Innenraum ist mit den sichtbaren Sparren des Dachstuhls überspannt. Die Orgel auf der Empore im Westen wurde 1888 von Carl Eduard Gesell gebaut.